# La Ferté-Imbault
La Ferté-Imbault is een gemeente in het Franse departement Loir-et-Cher (regio Centre-Val de Loire). De plaats maakt deel uit van het arrondissement Romorantin-Lanthenay. De gemeente telde 951 inwoners op 1 januari 2022. Het plaatsje werd bekend in België toen de pedofiele bisschop Roger Vangheluwe zich daar verschanste op een domein van de Monastieke Gemeenschappen van Jeruzalem in 2011 ten gevolge van het schandaal losgebroken in zijn thuisstad Brugge.

## Geografie
De oppervlakte van La Ferté-Imbault bedroeg op 1 januari 2022 50,02 vierkante kilometer; de bevolkingsdichtheid was toen 19 inwoners per km².

## Verkeer en vervoer
In de gemeente ligt spoorwegstation La Ferté-Imbault.
De onderstaande kaart toont de ligging van La Ferté-Imbault met de belangrijkste infrastructuur en aangrenzende gemeenten.

## Demografie
Onderstaande figuur toont het verloop van het inwonertal (bron: INSEE-tellingen).

## Geboren in La Ferté-Imbault
- Madeleine Sologne (1912-1995), Frans actrice